# 蕭強
萧强（1961年11月19日—），加州大学柏克莱分校信息学院“逆权力实验室”主任和研究科学家（research scientist）。萧强于1979年毕业于北京市第四十四中学。1984年毕业于中国科学技术大学物理系。1986年8月在美国圣母大学读天体物理博士学位。萧强曾于1989年6月专程回中国探望六四事件死难者家属。1989年9月成为全美中国学生学者自治联合会华盛顿总部工作人员，先后任主席助理，人权工作委员会主席等职务。1991年4月至2003年1月，萧强担任中国人权总部执行主任。
萧强于2003年起在加州大学柏克莱分校新闻研究生院任教，开设中国报道、人权和新媒体等相关课程；并于2004年创办《中国数字时代》英文网站，为新闻研究生院兼职教授（Adjucnt Professor）。2005年起，萧强在加州大学柏克莱分校信息学院和新闻研究生院开设跨科系的“参与媒体和集体行动”课程；2009年，在加州大学柏克莱分校信息学院设立“逆权力实验室”（Counter-Power Lab），启动《中国数字时代》中文网站，并从事对网络审查及反封锁技术的研究。2012年起为加州大学柏克莱分校信息学院兼职教授和研究科学家，开设课程有“网录中国” (Blogging China)、“数字行动” （Digital Activism）和“互联网自由”(Internet Freedom)。
萧强是美国麦克阿瑟“天才奖”2001年的23名获奖者之一，并且被收入2003年Melcher Media出版的《灵魂目标：让世界变得更好的40个人》（Soul Purpose: 40 People Who Are Changing the World for the Better）一书。萧强也是桑塔费研究所（Santa Fe Institute）2002年访问学者。2015年，萧强被美国《外交政策》月刊评选为“塑造和推动中美关系未来”最重要的50人之一，入榜原因是“与中国审查制度的防火长城较量”。